# Melissa Ede
Melissa Ede (25 de setembro de 1960 - 11 de maio de 2019) foi uma ativista inglesa pelos direitos dos transgéneros e uma personalidade da mídia social. Ede sabia que era transgénero desde cedo. A sua cirurgia de redesignação de género foi concluída em 2011 e ela posteriormente recebeu atenção da mídia.
Ede promoveu questões transgénero ao se inscrever no projeto Mars One, usando-o como uma plataforma para traçar o perfil da sua vida. Ela ganhou mais fama após uma série de vídeos virais que ela enviou para plataformas de mídia social. Ede participou em documentários sobre a sua vida realizados pela BBC e pela Vice. Ela também apareceu em programas de televisão como The Jeremy Kyle Show e Tattoo Fixers, que aumentou o seu perfil. Mais tarde, Ede ganhou quatro milhões de libras numa raspadinha que manteve o interesse da mídia enquanto ela fazia campanha pelos direitos LGBT. Em 11 de maio de 2019, ela morreu em sua casa em Cottingham, East Riding of Yorkshire.